# Дом купца М. Л. Маслова
Дом купца М. Л. Маслова — одноэтажное деревянное здание в городе Куйбышев (Новосибирская область), построенное в начале XX века. Памятник архитектуры регионального значения. В декоре дома прослеживаются стиль народной архитектуры и модерн.

## История
Здание построил М. Л. Маслов, купец, владевший паровыми мельницами в Каинске и Каинском уезде, а также промышлявший извозом — в городе ему принадлежало более 100 лошадей.

## Описание
Прямоугольное в плане здание покрыто четырёхскатной вальмовой крышей. Юго-западный фасад выходит на красную линию застройки Коммунистической улицы (ранее — Иркутская). С юго-восточной стороны находится вписанная в общий объём здания терраса, крышу которой поддерживают два четырёхгранных столба-стойки, украшенные фигурными вырезками. В верхней части террасу украшает сквозной арочный подзор со свесами. К северному фасаду позднее были пристроены хозяйственные сооружения.
Под центральной частью дома расположен подвал.
Фундаменты кирпичные ленточные. Низкий цоколь выполнен из кирпича. Бревенчатые стены рублены «в лапу». Оформление фасадов построено на контрастном сочетании бревенчатых стен и выступающих крупномасштабных элементов декора. Дом богато украшен резьбой в стиле народной деревянной архитектуры.
Фронтальные и угловые врубки скрыты филенчатыми лопатками. Прямоугольные окна с наличниками и филенчатыми ставнями вытянуты по вертикали. В декоре наличников присутствуют черты барокко. Надоконную доску с валютообразным завершением украшают элементы токарной резьбы — фиалы, а её плоскость декорирована пропильной накладной резьбой. Среднюю часть широкой подоконной доски занимает пропильная резьба растительного орнамента, по краям — гранёные прямоугольные элементы.
С юго-восточной стороны находится большое витражное окно с диагональным переплётом. Карниз большого выноса украшают попарно расположенные кронштейны, между которыми (на карнизе и фризе) размещены круглые и гранёные прямоугольные элементы декора. Перекрытие дома деревянное, над подвалом находятся сводики из кирпича по металлическим балкам.
Основные габариты с верандой — 21,8 × 15,8 м.